# Ducat d'Aosta
Els Savoia-Aosta formen una branca menor de la Casa de Savoia. L'actual títol, creat el 1845, eixí del ram principal dels Savoia-Carignano. Fundada pel príncep Amadeu de Savoia, aquesta branca ha donat dos sobirans en països del Sud d'Europa: Espanya amb Amadeu I entre 1870 i 1873 i Croàcia amb Tomislav II (Aimó I) entre 1941 i 1943. Des de 2006, l'actual cap dels Savoia-Aosta reivindica d'altra banda l'estatut d'hereu del tron italià.

Blasó dels ducs d'Aosta.

## Orígens i història
Cal esperar el començament del segle xiv perquè un membre de la Casa de Savoia s'atribueixi un títol que es refereix expressament al control territorial de la Vall d'Aosta. El primer príncep savoià a titular-se «duc d'Aosta» és el Comte de Savoia Eduard I el Liberal. Aquest títol va ser portat pels seus successors comtes i després ducs de Savoia fins a l'accessió al tron de Sardenya el 1720. El títol és restablert el 12 de juliol 1845 pel rei Chrles Albert I de Sardenya a favor del seu net Amadeu Ferdinand Maria, segon fill de Víctor Emmanuel ell mateix titulat, «duc de Savoia».

## Família dels ducs d'Aosta
Amadeu I de Savoia-Aosta
El primer dels Savoia-Aosta va ser Amadeu Ferdinand Maria, segon fill del rei Víctor Emmanuel II d'Itàlia. El 30 de maig 1867, es va casar, en primeres núpcies, a Torí, amb Maria Victòria dal Pozzo, última hereva d'una antiga família noble piemontesa. Van tenir tres fills:
- Emmanuel Filibert (1869- 1931);
- Victor Emmanuel d'Aosta (1872- 1946), comte de Torí;
- Lluis Amadeu (1879- 1933), duc dels Abruços.

Esdevingut vidu el 1876, Amadeu I es va casar de nou el 1888 amb la princesa Maria Letícia Bonaparte, cosina seva en tant que filla de la seva germana Maria Clotilde. Amb ella va tenir un altre fill:
- Humbert (1890- 1918), comte de Salemi.

A excepció d'Emmanuel Filibert, els altres fills del duc d'Aosta van morir solters i sense hereu.
Emmanuel Filibert de Savoia-Aosta
Emmanuel Filibert (1869-1931), duc d'Aosta des de 1890, es va casar amb Helena d'Orleans a Kingston Upon Thames, prop de Londres, el 25 de juny 1895. D'aquest matrimoni van néixer:
- Amadeu II de Savoia-Aosta (1898-1942);
- Aimó I de Savoia-Aosta (1900- 1948), qui va ser rei de Croàcia amb el nom de Tomislav II durant la Segona Guerra Mundial.

Amadeu II de Savoia-Aosta
Amadeu va tenir dues filles amb la princesa Anna d'Orleans, però cap hereu mascle, i doncs el títol de duc d'Aosta va passar al seu germà segon, Aimó.
Aimó I de Savoia-Aosta
Aimó es va casar amb la princesa Irene se Grècia, filla del rei Constantí I, l'1 de juliol 1939 a Florència, a l'església de Santa Maria del Fiore. Van tenir un fill, Amadeu, nascut a Florència el 27 de setembre 1943 i esdevingut duc d'Aosta el 1948, en morir Aimó I.
Amadeu III de Savoia-Aosta
Amadeu, cinquè duc d'Aosta, es va casar en primeres núpcies el 22 de juliol 1963, a Sintra, Portugal, la princesa Clàudia d'Orleans, nascuda el 1943, filla d'Enric d'Orleans, comte de París i pretenent orleanista al tron de França. Anul·lat eclesiàsticament el primer matrimoni, es va tornar a casar amb la marquesa d'origen sicilià Silvia Paternò dei marchesi di Regiovanni.
Del primer matrimoni, van néixer:
- Blanca Irene Olga Helena Isabel de Savoia-Aosta, nascuda el 22 d'abril de 1966;
- Aimó de Savoia-Aosta, nascut el 13 d'octubre de 1967), hereu del títol, casat a la princesa Olga de Grècia. Tenen un fill, Humbert (2009);
- Mafalda Joana de Savoia-Aosta, nascuda el 20 de setembre 1969)

## Llista dels ducs d'Aosta
| Imatge            | Nom                            | Notes | Esposa                                                                                  |
| ----------------- | ------------------------------ | --- | --------------------------------------------------------------------------------------- |
| Amadeu I          | Amadeu I (1845- 1890)          | 1è duc d'Aosta (1845- 1890) i rei d'Espanya, segon fill del rei d'Itàlia Victor Emmanuel II, va ser rei d'Espanya durant dos anys amb el nom d'Amadeu I.                                    | Princesa Maria Victòria dal Pozzo                                                       |
| Emmanuel Filibert | Emmanuel Filibert (1869- 1931) | 2n duc d'Aosta (1890-1931), príncep d'Astúries (1870- 1873) i Infant d'Espanya. Fill del precedent duc Amadeu.                                                                              | Helena d'Orleans                                                                        |
| Amadeu II         | Amadeu II (1898- 1942)         | 3è duc d'Aosta (1931- 1942) i virrei d'Etiòpia (1937- 1941). Fill del duc Emmanuel Filibert.                                                                                                | Anna d'Orleans                                                                          |
| Aimó I            | Aimó I (1900- 1948)            | Duc De Spoleto després 4t duc d'Aosta (1942- 1948) i rei de Croàcia sota el nom de Tomislav II (1941- 1943). Fill del segon duc d'Aosta, va rebre el títol a la mort del germà gran Amadeu. | Irene De Grècia                                                                         |
|                   | Amadeu III (1943)              | 5è duc d'Aosta (des de 1948) i aspirant al tron italià (des de 2006). Certs monàrquics croats el reconeixen igualment com el rei «Zvonimir II de Croàcia». Fill del duc precedent.          | Clàudia d'Orleans (matrimoni dissolt per la Rota romana); Silvia Paternò di Spedalotto. |

## Hereu del títol
- Aimó II de Savoia-Aosta (1967), fill d'Amadeu III i de Clàudia d'Orleans, va ser nomenat en néixer duc de la Pulla, segons la tradició del ducat d'Aosta.